# Jens Neuhaus
Jens Neuhaus (* 14. Juni 1963 in Heidelberg) ist ein deutscher Schauspieler.

## Wirken
Belegte Theaterauftritte hatte Jens Neuhaus von 1993 bis 1995 am Oststadt Theater Mannheim in einer Inszenierung von Rapunzel und 2011 am Zimmertheater Heidelberg in der deutschsprachigen Erstaufführung von Greg Freemans DOIG! Das Musical ohne Gesang, ohne Tanz und mit sehr wenig Musik. Weiterhin war er Mitglied des Ensembles des Prinzregenten-Theaters in Ludwigshafen. Zwischen 1996 und 2009 wirkte er in etlichen deutschen Spielfilmen, Fernsehfilmen und Fernsehserien mit.

## Filmografie (Auswahl)
- 1996: Alle zusammen – jeder für sich (Fernsehserie, 1 Folge)
- 1997: Tanja (Fernsehserie, 1 Folge)
- 1998: Zerschmetterte Träume – Eine Liebe in Fesseln (Fernsehfilm)
- 1999: Die Singlefalle – Liebesspiele bis in den Tod (Fernsehfilm)
- 1999: Der Bunker – Eine todsichere Falle (Fernsehfilm)
- 2000: Executioner, Der letzte Auftritt (Kurzfilm)
- 2001: Sommer und Bolten: Gute Ärzte, keine Engel (Fernsehserie, 2 Folgen)
- 2002: Flitterwochen im Treppenhaus (Fernsehfilm)
- 2003: Baltic Storm
- 2003: Suche impotenten Mann fürs Leben
- 2005: Inga Lindström: Im Sommerhaus (Fernsehserie, 1 Folge)
- 2006: Tatort: Der Lippenstiftmörder (Fernsehreihe)
- 2007: Unsere Farm in Irland (Fernsehserie, 1 Folge) Prgora
- 2007: Unser Charly (Fernsehserie, 1 Folge)
- 2008: The Lost Samaritan
- 2008: Unschuldig (Fernsehserie, 1 Folge)
- 2008: Speed Racer
- 2009: Ninja Assassin